# Albin Eser
Albin Eser (Leidersbach, 26 januari 1935 – 20 januari 2023) was een Duits strafrechtgeleerde. Hij was hoogleraar aan verschillende universiteiten in Duitsland en directeur van het Max Planck-instituut voor buitenlands en internationaal strafrecht. Hij was daarnaast rechter van twee Oberlandesgerichten en diende na zijn emeritaat nog twee jaar als rechter van het Joegoslavië-tribunaal.

## Levensloop
Eser studeerde rechten aan de Julius Maximilians-Universiteit in Würzburg (1954-55), de Eberhard-Karls-Universiteit in Tübingen (1955-56) en de Vrije Universiteit Berlijn (1956-57). Hij legde zijn eerste staatsexamen in de rechten af in Würzburg. Na zijn studie aan het instituut voor vergelijkend recht in New York (1960-61) promoveerde hij in 1962. In 1964 legde hij zijn assessorexamen af. Naast zijn studie was hij wetenschappelijk assistent bij Paul Mikat en van 1964 tot 1969 bij Horst Schröder. In 1969 habiliteerde hij met een strafrechtelijk werk in Tübingen.
Aansluitend was hij tot 2003 hoogleraar aan de universiteiten van Bielefeld, Tübingen en Freiburg. Hiernaast was hij rechter van het Oberlandesgericht in Hamm en Stuttgart. Verder was hij van 1982 tot zijn emeritaat in 2003 directeur van het Max Planck-instituut voor buitenlands en internationaal strafrecht. Hierna werd hij nog van 2004 tot 2006 rechter ad litem van het Joegoslavië-tribunaal in Den Haag.
Eser werd onderscheiden met eredoctoraten van de Jagiellonische Universiteit (Krakau, Polen), de Universiteit van Huancayo (Huancayo, Peru) en de Waseda-universiteit (Shinjuku, Japan). In 2004 werd hij benoemd tot Officier (Verdienstkreuz 1. Klasse) in de Orde van Verdienste van de Bondsrepubliek Duitsland. Zwaartepunten in zijn werk lagen op het gebied van geneeskundig recht en internationaal strafrecht.
Hij overleed op 87-jarige leeftijd.